# Eleição presidencial na Argentina em 1989

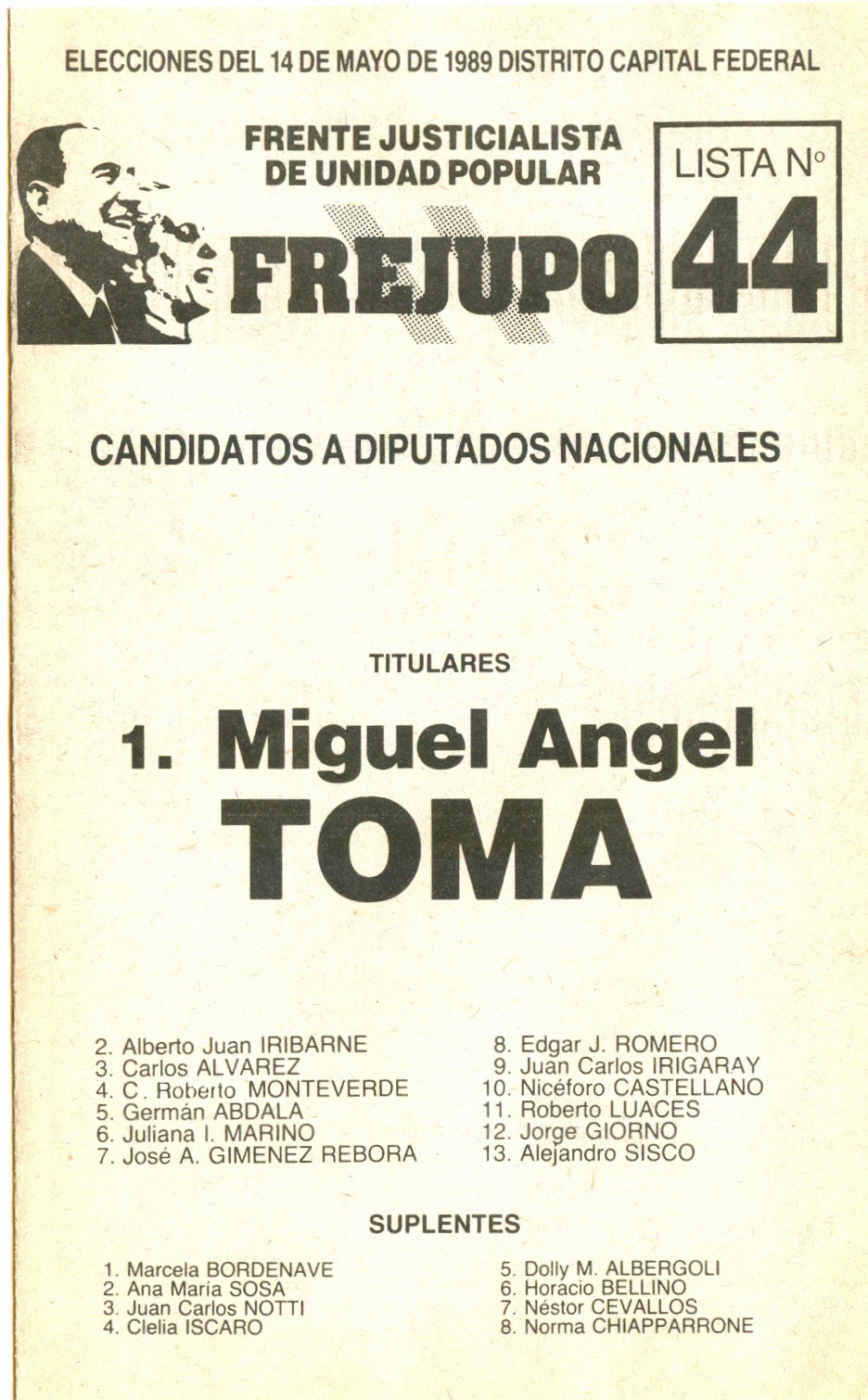
Folheto sobre as eleições presidenciais na Argentina em 1989.

As eleições gerais argentinas de 1989 foram realizadas em 14 de maio de 1989. Eleitores escolheram o Presidente e seus legisladores. Com um comparecimento de 85.3%, Carlos Menem ganhou a presidência, e o Partido Justicialista ganhou o controle de ambas as casas do Congresso. Esta é a última eleição presidencial onde o presidente foi eleito pelo colégio eleitoral.

## Fundo
Herdar um legado difícil de seus militares antecessores, a posse do presidente Raúl Alfonsín havia sido praticamente definida pela dívida externa Argentina da última ditadura deixada para trás. Sinais de desvendar em Alfonsín 1985 Austral Plano de estabilização econômica de custo de sua centrista União Cívica Radical (UCR) a sua maioria na Câmara dos Deputados (câmara baixa do Congresso) e entre a nação 22 governadores em setembro de 1987, a médio prazo eleições. De frente para uma teimoso força armadas oposição aos ensaios contra o passado de abusos de direitos humanos e montagem de inflação, o presidente adiantou as eleições cinco meses, agora prevista para 14 de Maio de 1989. As duas principais festas realizadas convenções nacionais em Maio de 1988. A UCR nomeou Governador de Córdoba Eduardo Angeloz, cofre, centrista e a escolha da mais proeminentes UCR figura não intimamente ligada ao impopular Presidente Alfonsín. Em uma incrível virada, no entanto, Carlos Menem, governador da remota e pouco povoada Província de La Rioja, arrancaram o Partido Justicialista nomeação do candidato, Província de Buenos Aires, o Governador Antonio Cafiero, um formulador de políticas perto do falecido Juan Perón.
Os Justicialistas (Peronistas) levaram uma considerável vantagem em consulta logo no início, no entanto, com quase metade dos eleitores permaneceu indeciso. Esperando para traduzir isso em uma vitória da UCR sobre o excêntrico Menem, o Presidente Alfonsín lançou em agosto de 1988, "Plano Primavera", em uma tentativa de reduzir a inflação (em 27% mensais até então). O plano, criticado como uma volta do "Plano Austral" pelo CGT, chamado por cortes de orçamento e renovada, congelamentos de salários. Inicialmente bem-sucedida, um registro de seca no final do ano, afetando as exportação e levou a apagões, dissipando quaisquer ganhos para Angeloz poderia ter feito de "alívio" de 6% de inflação mensal.
Uma terceiro candidato da União do Centro Democrático, o conservador, o economista Álvaro Alsogaray, fez ganhos após o ataque de janeiro de 1989 por Trotskyite militantes em La Tablada Quartel, a oeste de Buenos Aires. 
Angeloz tomou a polêmica decisão de cortes de gastos de inclusão social na UCR plataforma, ganhando o endosso; mas o descontentamento de outros (particularmente pensionistas, entre os quais Alfonsín tinha ganhado de forma decisiva em 1983). Grande parte civil, a campanha tornou-se cada vez mais um debate entre o candidato Justicialistas e o presidente, ele próprio; Angeloz, o candidato da UCR, permaneceu "presidencial" durante as frequentes trocas de insinuações entre Alfonsín e Menem.
Após uma acentuada queda de reserva no Banco Central, o dólar dos EUA ganhei em torno de 40% contra austral no comércio pesado na "terça-feira negra", a 7 de fevereiro. A repentina queda na austral do valor ameaçava a nação tênue estabilidade financeira e, mais tarde, naquele mês, o Banco Mundial lembrou de uma grande parcela de um pacote de empréstimo acordado em 1988, negociação em 17 ao dólar em janeiro, o dólar cotado a mais de 100 austrais por dia da eleição, de 14 de Maio. A inflação, que havia sido realizada entre 5 a 10% de intervalo mensal como atraso de fevereiro, subiu para a 78,5% em Maio, quebrando recordes e levando a uma vitória esmagadora para os Peronistas. A sondagem revelou que ansiedades econômicas eram de suma importância, entre dois terços dos eleitores e Menem ganhou em 19 de 22 províncias, ao perder no tradicionalmente anti-Peronista Distrito Federal (Buenos Aires).
As finanças do país não se estabilizar após a eleição, como se esperava. O dólar duplicou em valor que, na próxima semana, sozinho, e em 29 de Maio, motins eclodiram na mais pobres de periferia de uma série de cidades. Tendo declarado a sua intenção de permanecer até o dia inaugural, dia 10 de dezembro, estes eventos e espiral de caos financeiro levaram Alfonsín para transferir o poder ao Presidente eleito Carlos Menem, cinco meses antes, em 8 de julho. Quando Menem aceitou a faixa presidencial a partir de Alfonsín, foi marcada a primeira vez desde 1916 que um governo titular promoveu a transferência pacífica do poder para a oposição.

## Candidatos à presidência
- Partido Justicialista (populista): Governador Carlos Menem , de La Rioja Província
- União Cívica Radical (centrista): Governador Eduardo Angeloz da Província de Córdoba
- União de Centro Democrático (conservador): Deputado Álvaro Alsogaray da Cidade de Buenos Aires

## Resultados

### Congresso
| Partido/aliança eleitoral       | Câmara | Votos      | % dos votos | Senado | Votos     | % dos votos |
| ------------------------------- | ------ | ---------- | ----------- | ------ | --------- | ----------- |
| Partido Justicialista (FREJUPO) | 66     | 7.460.488  | 44,82%      | 19     | 664.422   | 32,60%      |
| UCR                             | 42     | 4.865.835  | 29,23%      | 22     | 813.074   | 39,89%      |
| União do Centro Democrático     | 10     | 1.796.271  | 10,79%      | 11     | 399.911   | 19,62%      |
| Outros                          | 9      | 2.526.207  | 15,13%      | 2      | 160.899   | 7,90%       |
| Votos inválidos                 |        | 446.604    |             |        | 36.934    | 1,78%       |
| Total                           | 127    | 17.092.120 | 100%        | 54     | 2.075.240 | 100%        |
| Fonte:                          |        |            |             |        |           |             |

Sistema eleitoral: a representação Proporcional, por distritos, de acordo com o método D'Hondt. Bancos são divididos entre as listas de candidatos dos partidos ou alianças eleitorais que obter, no mínimo, 3% do censo eleitoral ou de trabalho eleitoral do distrito.